# Бакинские Губернские ведомости
Бакинские Губернские ведомости — официальная государственная газета, издававшаяся в Баку на русском языке.

## История
С января 1894 года начала действовать новая газета под названием «Бакинские Губернские ведомости». Она выходила с приложением с телеграммами и объявлениями, часть из которых печаталась на азербайджанском языке. Газета выходила до 1916 года. В ней широко публиковались официальные новости, решения, объявления и телеграммы.